# إم-48 باتون
إم-48 باتون هي دبابة قتال رئيسية صممت في الولايات المتحدة الأمريكية. وكانت ثالث دبابة تسمى رسميًّا باسم الجنرال جورج باتون، قائد الجيش الأمريكي الثالث خلال الحرب العالمية الثانية وأحد المدافعين الأمريكيين الأوائل عن استخدام الدبابات في المعارك. كان هذه الدبابة تطوير لدبابة إم-47 باتون.ظلت إم-48 باتون في الخدمة لحين استبدالها بدبابة إم60 وخدمت كدبابة دائمة في الجيش الأمريكي وفيلق البحرية في جنوب فيتنام وذلك خلال الحرب الفيتنامية.استخدمت بشكل واسع من قبل حلفاء أمريكا خلال الحرب الباردة،وخصوصاً دول الناتو الأخرى.
صممت دبابة إم-48 باتون لاستبدال دبابة إم-47 باتون و إم 4 شيرمان.بالرغم من التشابه الكبير مع دبابة إم-47 إلا أنها تعتبر تصميم جديد كلياً.كانت أخر دبابة تستخدم مدفع عيار 90 ملم، في الموديل الأخير، إم-48أي5 طورت لتحمل سلاح جديد معياري مثل دبابة إم-60،المدفع 105 ملم.

## المستخدمون

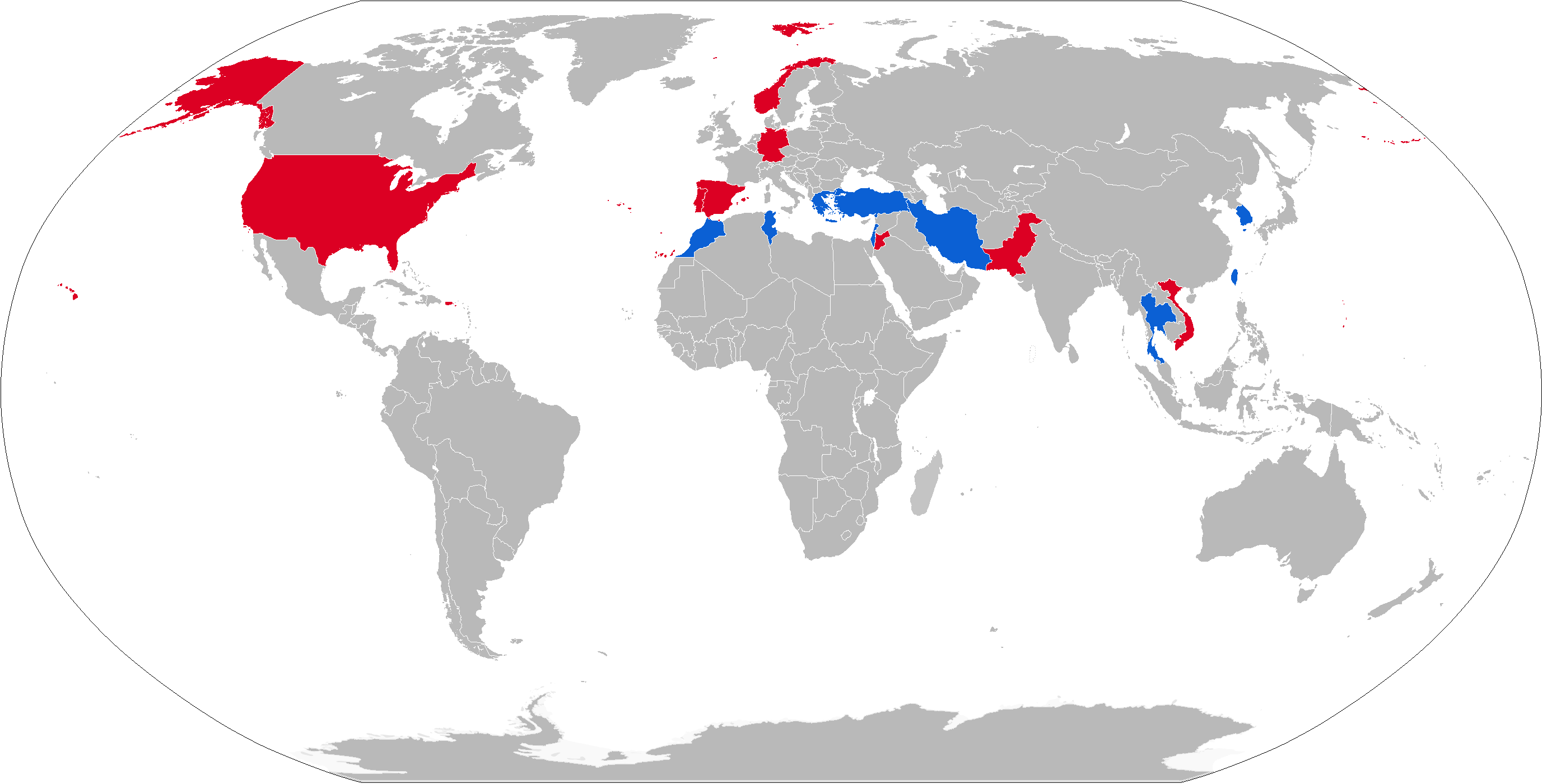
خريطة لمستخدمون الحاليون لإم-48 باتون باللون الأزرق والمستخدمون القدامى باللون الأحمر

### المستخدمون
- اليونان: 390 من نوع إم48أي5
- إيران: 180
- إسرائيل: 561 مجاح [8]
- Republic of Korea:حوالي 300 من نوع إم48أي3ك و500 من نوع إم48أي5ك1 في الخدمة.إم48أي3ك يتوقع أن تستبدل بدبابة في المستقبل البعيد.
- لبنان: 104 إم48أي1 و إم48أي5
- المغرب: 225 إم48أي5
- تايوان: 450 سي إم-11، 100 سي إم-12 [9]
- تايلاند:105 إم48أي5
- تونس: 28
- تركيا: 758 إم48أي5تي2 في الخدمة .